# Dodecaedru augmentat
În geometrie dodecaedrul augmentat este un poliedru convex construit prin augmentarea unui dodecaedru prin atașarea unei piramide pentagonale (J2) la una din fețele sale. Este poliedrul Johnson J58. Când două sau trei astfel de piramide sunt atașate, rezultatul poate fi un dodecaedru parabiaugmentat (J59), un dodecaedru metabiaugmentat (J60), sau un dodecaedru triaugmentat (J61). Având 16 fețe, este un hexadecaedru.

## Mărimi asociate
Următoarele formule pentru arie, A și volum, V sunt stabilite pentru lungimea laturilor tuturor poligoanelor (care sunt regulate) a:
{\displaystyle A={\frac {1}{4}}\left(5{\sqrt {3}}+11{\sqrt {25+10{\sqrt {5}}}}\right)a^{2}\approx 21,090314~a^{2},}
{\displaystyle V={\frac {1}{24}}\left(95+43{\sqrt {5}}\right)a^{3}\approx 7,964622~a^{3}.}